# Jewgenija Sergejewna Paschkowa
Jewgenija Sergejewna Paschkowa (russisch Евгения Сергеевна Пашкова, englisch Eugeniya Pashkova; * 19. Februar 1989) ist eine ehemalige russische Tennisspielerin.

## Karriere
Paschkowa, die am liebsten auf Hartplätzen spielte, begann im Alter von sieben Jahren mit dem Tennis.
Sie gewann während ihrer Karriere einen Einzel- und 34 Doppeltitel des ITF Women’s Circuits.

## Turniersiege

### Einzel
| Nr. | Datum       | Turnier | Kategorie   | Belag     | Finalgegnerin | Ergebnis |
| --- | ----------- | ------- | ----------- | --------- | ------------- | -------- |
| 1.  | August 2013 | Astana  | ITF $10.000 | Hartplatz | Assija Dair   | 6.1, 6:1 |

### Doppel
| Nr. | Datum              | Turnier                   | Kategorie   | Belag             | Partnerin              | Finalgegnerinnen                                 | Ergebnis          |
| --- | ------------------ | ------------------------- | ----------- | ----------------- | ---------------------- | ------------------------------------------------ | ----------------- |
| 1.  | August 2008        | Moskau                    | ITF $25.000 | Sand              | Witalija Djatschenko   | Tadeja Majerič Natalia Ryzhonkova                | 6:0, 6:1          |
| 2.  | Juni 2009          | Rotterdam                 | ITF $10.000 | Sand              | Irina Kuzmina          | Alenka Hubacek Kairangi Vano                     | 7:66, 7:68        |
| 3.  | 17. April 2010     | Astana                    | ITF $10.000 | Hartplatz (Halle) | Marija Scharkowa       | Alexandra Artamonova Khristina Kazimova          | 6:0, 6:1          |
| 4.  | 24. April 2010     | Almaty                    | ITF $10.000 | Hartplatz (Halle) | Marija Scharkowa       | Xenija Palkina Anastasiya Prenko                 | 3:6, 7:69, [10:7] |
| 5.  | 21. August 2010    | Sankt Petersburg          | ITF $10.000 | Sand              | Marija Scharkowa       | Walentina Iwachnenko Mariya Malkhasyan           | 6:4, 5:7, [11:9]  |
| 6.  | 6. November 2010   | Minsk                     | ITF $10.000 | Teppich (Halle)   | Marija Scharkowa       | Oksana Pavlova Jekaterina Jaschina               | 5:7, 7:5, [12:10] |
| 7.  | Mär/Apr 2011       | Qarshi                    | ITF $25.000 | Hartplatz         | Tetjana Arefyewa       | Naomi Broady Isabella Holland                    | 6:71, 7:5, [10:7] |
| 8.  | Juni 2011          | İzmir                     | ITF $10.000 | Sand              | Tatiana Kotelnikova    | Aleksandrina Najdenowa Anna Karolína Schmiedlová | 6:4, 6:0          |
| 9.  | Juli 2011          | İzmir                     | ITF $10.000 | Sand              | Tatiana Kotelnikova    | Ani Amiraghjan Alexandra Romanowa                | 7:63, 6:4         |
| 10. | Juli 2011          | İzmir                     | ITF $10.000 | Sand              | Elena Kulikova         | Xenija Kirillowa Ganna Piven                     | 6:4, 6:3          |
| 11. | November 2011      | Vinaròs                   | ITF $10.000 | Sand              | Anastasia Grymalska    | Amanda Carreras Carolina Prats Millán            | 6:3, 6:1          |
| 12. | Januar 2012        | Antalya                   | ITF $10.000 | Sand              | Anastassija Frolowa    | Patricia Chirea Patricia Maria Tig               | 6:4, 7:62         |
| 13. | März 2012          | Astana                    | ITF $10.000 | Hartplatz (Halle) | Anastassija Wassyljewa | Albina Xabibulina Ilona Kremen                   | 7:5, 6:2          |
| 14. | März 2012          | Almaty                    | ITF $25.000 | Hartplatz (Halle) | Oksana Kalaschnikowa   | Albina Xabibulina Ilona Kremen                   | 6:1, 7:5          |
| 15. | April 2012         | Les Franqueses del Vallès | ITF $10.000 | Hartplatz         | Carolin Daniels        | Sharrmadaa Baluu Sirui He                        | 6:4, 6:3          |
| 16. | April 2012         | Vic                       | ITF $10.000 | Sand              | Isabella Schinikowa    | Amanda Carreras Ximena Hermoso                   | 6:1, 6:2          |
| 17. | 20. September 2012 | Batumi                    | ITF $15.000 | Hartplatz         | Yuliya Kalabina        | Alena Fomina Hanna Schkudun                      | 7:65, 6:1         |
| 18. | 1. Dezember 2012   | Antalya                   | ITF $10.000 | Sand              | Anastassija Wassyljewa | Laura Ioana Andrei Janina Toljan                 | 4:6, 6:3, [10:2]  |
| 19. | 19. Januar 2013    | Scharm asch-Schaich       | ITF $10.000 | Hartplatz         | Jekaterina Jaschina    | Valeria Podda Mayar Sherif                       | 3:6, 6:2, [10:3]  |
| 20. | 27. Januar 2013    | Scharm asch-Schaich       | ITF $10.000 | Hartplatz         | Lidsija Marosawa       | Melanie Klaffner Melis Sezer                     | 6:3, 6:1          |
| 21. | 15. März 2013      | Madrid                    | ITF $10.000 | Sand              | Jana Sisikowa          | Gaia Sanesi Giulia Sussarello                    | 3:6, 6:3, [10:5]  |
| 22. | 12. April 2013     | La Marsa                  | ITF $25.000 | Sand              | Réka-Luca Jani         | Danka Kovinić Laura Pigossi                      | 6:3, 4:6, [10:5]  |
| 23. | 15. Juni 2013      | Essen                     | ITF $10.000 | Sand              | Anastassija Wassyljewa | Irina Ramialison Constance Sibille               | 7:5, 6:4          |
| 24. | 21. Juni 2013      | Köln                      | ITF $10.000 | Sand              | Anastassija Wassyljewa | Tamara Čurović Antonia Lottner                   | 6:3, 5:7, [10:6]  |
| 25. | 2. August 2013     | Astana                    | ITF $10.000 | Hartplatz         | Vera Bessonova         | Maija Gawerowa Jelena Nemtschen                  | 3:6, 6:1, [12:10] |
| 26. | August 2013        | Astana                    | ITF $10.000 | Hartplatz         | Vera Bessonova         | Yoshimi Kawasaki Yumi Nakano                     | 6:4, 3:6, [10:7]  |
| 27. | 15. Februar 2014   | Scharm asch-Schaich       | ITF $10.000 | Hartplatz         | Ana Veselinović        | Giulia Bruzzone Elena-Teodora Cadar              | 2:6, 6:0, [10:4]  |
| 28. | 22. Februar 2014   | Scharm asch-Schaich       | ITF $10.000 | Hartplatz         | Ana Veselinović        | Zarah Razafimahatratra Demi Schuurs              | 6:2, 6:1          |
| 29. | 22. März 2014      | Scharm asch-Schaich       | ITF $10.000 | Hartplatz         | Ana Veselinović        | Emma Laine Emily Webley-Smith                    | 6:3, 7:5          |
| 30. | 29. März 2014      | Scharm asch-Schaich       | ITF $10.000 | Hartplatz         | Prarthana Thombare     | Laura Deigman Emily Webley-Smith                 | 6:2, 6:4          |
| 31. | 25. April 2014     | Namangan                  | ITF $25.000 | Hartplatz         | Hanna Posnichirenko    | Jana Butschina Andrea Gámiz                      | 6:4, 6:1          |
| 32. | 23. Mai 2014       | Bol                       | ITF $10.000 | Sand              | Emma Laine             | Olha Jantschuk Christina Shakovets               | 6:4, 6:0          |
| 33. | 14. November 2014  | Helsinki                  | ITF $10.000 | Hartplatz (Halle) | Emma Laine             | Mia Nicole Eklund Olivia Pimiä                   | 6:4, 6:0          |
| 34. | 12. Juni 2015      | Bol                       | ITF $10.000 | Sand              | Ágnes Bukta            | Liv Geurts Janneke Wikkerink                     | kampflos          |